# Opera night
|  | Denne artikel er oprettet af botten Steenthbot ud fra en ekstern database. Den kan derfor have sproglige fejl eller mangler. Denne skabelon kan fjernes efter kontrol af indholdet. |

Opera night er en dansk kortfilm fra 2021 instrueret af Hilke Rönnfeldt.

## Handling
Opdagelsen af en vandskade på sin arbejdsplads i Operahuset sender rengøringspersonen Angeli ud på en magisk, musikalsk søgen efter hjælp, men alle omkring hende ignorerer hendes varsler og følger i stedet mottoet “the show must go on”.

## Medvirkende
- Danica Curcic
- Tammi Øst
- Ellaha Lack
- Afshin Firouzi